# Kristin Gierisch
Kristin Gierisch (Zwickau, 20 agosto 1990) è una triplista tedesca.
Nel proprio palmarès vanta un titolo europeo indoor (2017) ed una medaglia d'argento ai mondiali indoor 2016.

## Biografia
Il 4 marzo 2017, ai campionati europei indoor di Belgrado, si aggiudica la medaglia d'oro e il record europeo stagionale con la misura di 14,37 m, superando la portoghese Patrícia Mamona (14,32 m) e la greca Paraskeuī Papachristou (14,24 m).

## Palmarès
| Anno | Manifestazione   | Sede           | Evento       | Risultato | Prestazione | Note                                     |
| ---- | ---------------- | -------------- | ------------ | --------- | ----------- | ---------------------------------------- |
| 2007 | Mondiali allievi | Ostrava        | Salto triplo | 6ª        | 12,70 m     |                                          |
| 2009 | Europei juniores | Novi Sad       | Salto triplo | 5ª        | 13,42 m     |                                          |
| 2011 | Europei under 23 | Ostrava        | Salto triplo | Finale    | dns         |                                          |
| 2012 | Mondiali indoor  | Istanbul       | Salto triplo | 17ª (q)   | 13,67 m     |                                          |
| 2014 | Europei          | Zurigo         | Salto triplo | 9ª        | 13,76 m     |                                          |
| 2015 | Europei indoor   | Praga          | Salto triplo | 4ª        | 14,46 m     | Miglior prestazione personale            |
| 2015 | Mondiali         | Pechino        | Salto triplo | 8ª        | 14,25 m     |                                          |
| 2016 | Mondiali indoor  | Portland       | Salto triplo | Argento   | 14,30 m     | Miglior prestazione personale stagionale |
| 2016 | Europei          | Amsterdam      | Salto triplo | 8ª        | 14,03 m     |                                          |
| 2016 | Giochi olimpici  | Rio de Janeiro | Salto triplo | 11ª       | 13,96 m     |                                          |
| 2017 | Europei indoor   | Belgrado       | Salto triplo | Oro       | 14,37 m     | Miglior prestazione personale stagionale |
| 2017 | Mondiali         | Londra         | Salto triplo | 5ª        | 14,33 m     |                                          |
| 2018 | Europei          | Berlino        | Salto triplo | Argento   | 14,45 m     | Miglior prestazione personale            |
| 2021 | Giochi olimpici  | Tokyo          | Salto triplo | 29ª (q)   | 13,02 m     |                                          |
| 2022 | Europei          | Monaco         | Salto triplo | 16ª (q)   | 13,59 m     |                                          |
| 2024 | Europei          | Roma           | Salto triplo | 10ª       | 13,74 m     |                                          |

## Altre competizioni internazionali
2017
- Campionati europei a squadre di atletica leggera ( Villeneuve-d'Ascq)